# Ropalopus aurantiicollis
Ropalopus aurantiicollis är en skalbaggsart som beskrevs av Plavilstshikov 1940. Ropalopus aurantiicollis ingår i släktet Ropalopus och familjen långhorningar. Inga underarter finns listade i Catalogue of Life.